# Thalhausen
Thalhausen – miejscowość i gmina w zachodnich Niemczech, w kraju związkowym Nadrenia-Palatynat, w powiecie Neuwied, wchodzi w skład gminy związkowej Rengsdorf-Waldbreitbach. Do 31 grudnia 2017 wchodziła w skład gminy związkowej Rengsdorf.